# Fifth Times A Charm Tour
Il Fifth Times A Charm Tour (indicato anche come 5th Times A Charm Tour) è stato il terzo tour ufficiale del gruppo musicale statunitense Fifth Harmony creato per promuovere il loro EP Better Together (2013) e il loro primo album in studio Reflection (2015).

## Background
Il tour è stato creato per promuovere il primo EP della band dal titolo Better Together e il loro primo album in studio Reflection, anticipato dal singolo Boss. La tournée è iniziata il 3 maggio 2014 a Valdosta ed è terminata il 18 luglio 2014 a Santa Ana. Il tour è stato annunciato ufficialmente il 31 marzo 2014.

## Scaletta del tour
1. Me and My Girls
2. Better Together
3. One Wish
4. Tellin' Me
5. Who Are You
6. Honeymoon Avenue (cover di Ariana Grande)
7. Red (cover di Taylor Swift)
8. Leave My Heart Out Of This
9. Independent Women (cover delle Destiny's Child)
10. Don't Wanna Dance Alone
11. Miss Movin' On
12. Anything Could Happen